# Стоян Ристевски
 Тази статия е за югославският партизанин.  За историка и писателя от Република Македония вижте Стоян Ристески.  
Стоян Николов Ристевски е югославски партизанин и деец на комунистическата съпротива във Вардарска Македония..

## Биография
Поден е на 14 май 1914 година в битолското село Долно Егри. Препитава се като земеделец. Влиза в НОВМ на 25 август 1944 година в рамките на Девета македонска ударна бригада. На 7 септември 1944 година е убит от български части при село Горно Егри.